# Lisa Rotondi
Lisa Rotondi (Minneapolis, 6 dicembre 1972) è un'attrice statunitense.

## Filmografia

### Cinema
- Un colpo da dilettanti (Bottle Rocket), regia di Wes Anderson (1996)
- Jerry Maguire, regia di Cameron Crowe (1996)
- Tear It Down, regia di Jeff Boortz (1997)
- Quando Billy incontra Jenny (The Mating Habits of the Earthbound Human), regia di Jeff Abugov (1999)
- Between the Sheets, regia di Michael DeLuise (2003)
- False Prophets, regia di Robert Kevin Townsend (2006)
- Mating Dance, regia di Cate Caplin (2008)
- Jonah Hex, regia di Jimmy Hayward (2010) - non accreditata
- The Aggression Scale, regia di Steven C. Miller (2012)
- Bad Blood: The Hatfields and McCoys, regia di Fred Olen Ray (2012)

### Televisione
- Night Stand - serie TV, 1 episodio (1995)
- Dazzle, regia di Richard A. Colla - film TV (1995)
- Friends - serie TV, episodio 4x22 (1998)
- Clueless - serie TV, episodio 3x12 (1999)
- L.A. Heat - serie TV, 1 episodio (1999)
- Pacific Blue - serie TV, episodio 5x16 (2000)
- Walker Texas Ranger - serie TV, 4 episodi (2000)
- Quello che gli uomini non dicono (The Mind of the Married Man) - serie TV, 2 episodi (2002)
- MDs - serie TV, 3 episodi (2002)
- The Guardian - serie TV, episodio 3x04 (2003)
- CSI - Scena del crimine (CSI: Crime Scene Investigation) - serie TV, episodio 4x19 (2004)
- N.Y.P.D. - serie TV, episodio 12x04 (2004)
- CSI: Miami - serie TV, episodio 3x18 (2005)
- Blind Justice - Gli occhi della legge (Blind Justice) - serie TV, episodio 1x05 (2005)
- The O.C. - serie TV, 4 episodi (2005-2006)
- Crossing Jordan - serie TV, episodio 5x15 (2006)
- La chiave del sospetto (By Appointment Only), regia di John Terlesky - film TV (2007)

## Doppiatrici italiane
Nelle versioni in italiano delle opere in cui ha recitato, Lisa Rotondi è stata doppiata da:
- Tiziana Avarista in Friends
- Giò Giò Rapattoni in The O.C.